# Czajków
Czajków (in tedesco Czajkowo) è un comune rurale polacco del distretto di Ostrzeszów, nel voivodato della Grande Polonia.
Ricopre una superficie di 70,77 km² e nel 2004 contava 2 614 abitanti.